# LEW EL 9

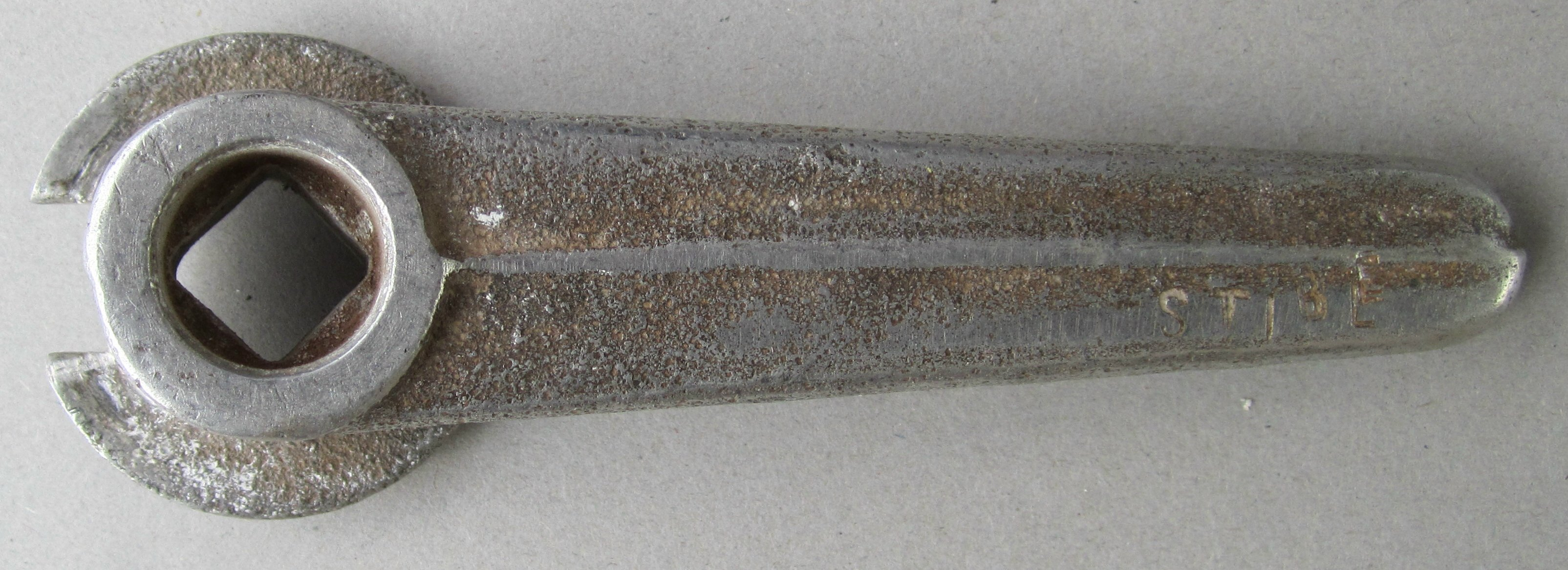
Lokschlüssel

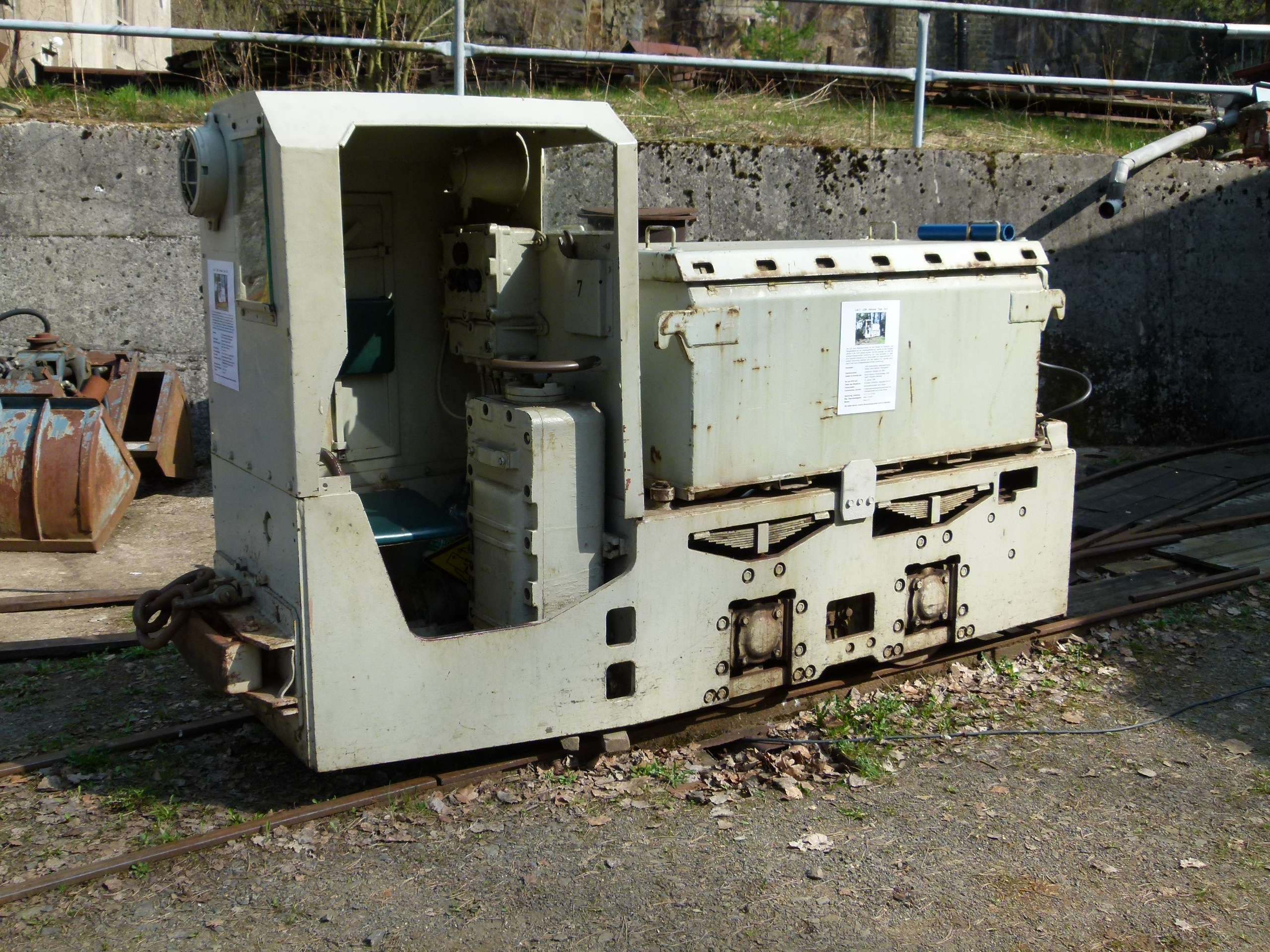
Akkulok EL 9/01, Baujahr 1980

Die Baureihe EL 9 des LEW Hennigsdorf bezeichnet eine Akkumulatorlokomotive, die von 1952 bis 1989 in 1703 Exemplaren gebaut wurde. Von den 762 exportierten Loks wurden 308 Stück nach Polen, 201 Stück nach China, 112 Stück in die ČSSR, 87 Stück nach Ungarn, 24 Stück nach Rumänien, 22 Stück nach Bulgarien, 5 Stück nach Jugoslawien, 2 Stück nach Brasilien und 1 Stück nach Algerien geliefert.

## Entwicklung
Diese Grubenlokomotive wurden von 1948 bis 1989 in verschiedenen Varianten gebaut. Für die Zeit von 1948 bis August 1949 fehlt der Nachweis über die gebaute Stückzahl. Mit der Fabriknummer 6428 war die EL 9 die erste im LEW gebaute Neubaulok. Ab Anfang der 1980er Jahre wurde die Produktion in den VEB Inducal Göllingen verlegt. Die für das Jahr 1990 geplanten 77 Lokomotiven wurden nicht mehr gebaut.

## Konstruktive Merkmale

### Mechanik
Die Lokomotive besitzt einen Außenrahmen mit zwei Tatzlagermotoren. Mit Hilfe eines Starkstrom-Nockenfahrschalters werden die vier Fahrstufen ausgewählt. Zusätzlich zum Fahrstufenschalter befindet sich im Führerstand ein Fahrtrichtungsschalter, mit einer Art Maulschlüssel (umgangssprachlich Lokschlüssel genannt) zur Auswahl der Fahrrichtung, sowie der Aus-Stellung. Dieser Schlüssel ist nur in der Aus-Stellung (Mittelstellung) entnehmbar, um das Fahrzeug gegen die Bedienung durch Unberechtigte zu schützen. Ein Totmannschalter befindet sich in Form eines Pedals auf dem Boden des Fahrzeuges. Diese Pedal muss dauerhaft und nicht zyklisch, wie bei Regelspur-Lokomotiven, gedrückt bleiben.

### Elektrik
Der Fahrakkumulator besteht aus 2 Batteriesätzen mit jeweils 36 V (18 × 2 V Zellen). Die 4 Fahrstufen der Lokomotive werden erreicht, indem sowohl die 2 Batteriesätze als auch die 2 Fahrmotoren je nach Fahrstufe durch Reihenschaltung und Parallelschaltung miteinander verbunden werden.
- z. B. die Batterien in Parallelschaltung und die Fahrmotoren in Reihenschaltung, so dass ein hoher Strom bei halber Motorspannung bereitsteht, um langsam, jedoch kraftvoll anfahren zu können.

Des Weiteren besitzt der Führerstand eine elektrische Heizung, welche gleichzeitig als Vorwiderstand dient, um aus den 36 V einer Fahrbatterie die 24 V zum Betrieb der Streckenbeleuchtung und Signaleinrichtung (Hupe) zu erzeugen.
Die Fahrzeuge besitzen Aufnahmen für Kettenkupplung und Kuppelstange und einer manuellen Sandstreueinrichtung. Gebremst werden sie mit einer mechanischen Spindelbremse.